# Zona d'ombra (film 1990)
Zona d'ombra (Shadowzone) è un film di fantascienza del 1990 scritto e diretto da J.S. Cardone.
In un laboratorio sotterraneo dove si fanno esperimenti sul sonno indotto avviene un omicidio in circostanze misteriose. Viene inviato ad investigare il capitano Hickock che diventerà parte integrante dell'esperimento, suo malgrado.

## Trama
Il cap. Hickock viene inviato per fare luce su un misterioso omicidio avvenuto in un laboratorio sotterraneo, chiamato dagli stessi scienziati. Una volta arrivato sul posto, i dottori Erhardt e Van Leef lo rendono edotto circa la natura dell'esperimento. In pratica, in una stanza asettica e dentro due teche di cristallo c'erano due volontari, calati tecnologicamente in un coma profondissimo al fine di raggiungere una dimensione onirica chiamata "la zona d'ombra" da dove si potrebbe raggiungere l'essenza primigenia della natura umana.
L'esperimento, spiegano i dottori, è perfettamente riuscito, con un piccolo ma significativo neo, ovvero: una volta raggiunta la zona da cui il titolo del film, una entità sconosciuta e di immenso potere ha varcato la soglia del sogno e si è materializzata nella stanza, utilizzando la forza vitale di uno dei due volontari, uccidendolo.
Per neutralizzarla, o comunque per affrontarla, dato che si nasconde in un angolo della stanza, nell'oscurità, bisogna far raggiungere la zona anche al volontario che è rimasto dormiente. Tuttavia questo modo di procedere potrebbe anche "energizzare" la creatura rendendolo estremamente potente. Un altro modo di risolvere la questione sarebbe entrare e svegliare la dormiente ma non è possibile sapere quale sarà la reazione della creatura ed inoltre svegliarla comporterebbe, con una certa probabilità, un danno cerebrale irreversibile, oltre che impedire alla scienza di studiare un avvenimento di tale portata.
Il dr. Erhardt, in contrasto a quanto deciso dopo una serie di tentativi di stanarla andati a vuoto ovvero di risvegliare il volontario, decide di abbassare la soglia di coma fino alla zona e di entrare per vedere la creatura che gli si para davanti e la uccide con la sua stessa arma, una sbarra di ferro.
Una volta libera, la creatura fugge e stermina uno ad uno gli scienziati fino a che il capitano risveglia la dormiente e fugge.

## Curiosità
- Il film, girato interamente in una stanza, rientra di diritto nei cosiddetti b movie
- Louise Fletcher è balzata alla notorietà per la sua interpretazione in "Qualcuno volò sul nido del cuculo"
- Da notare che, in quanto b-movie, ne conserva i tratti salienti, per esempio la dormiente rimasta viva è una splendida ragazza nuda che l'eroe trae in salvo oppure la visione della creatura, il cui primo piano ha degli spiacevoli effetti comici.